# 达莱特计划
达莱特计划（希伯來語：תוכנית ד'）是第一次中东战争期间錫安主義者為征服巴勒斯坦託管地、建立猶太人國家而实施的一项军事计划。 该计划由以色列犹太事务局领导人大衛·本-古里安提出，由哈加拿制定具體細則，并于1948年3月 10日确定最终計劃。  该计划旨在讓猶太人新政權控制所有伊舒夫，若該伊舒夫地處聯合國大會第181號決議規定的猶太國以外的領土，猶太人新政權也要控制該伊舒夫。 该计划還包括围攻巴勒斯坦阿拉伯人的村庄、轰炸巴勒斯坦阿拉伯人的城市街区、强制驱逐巴勒斯坦阿拉伯人、焚烧巴勒斯坦阿拉伯人的田地、摧毀他們的房屋。 